# Episodi di Suits (terza stagione)
La terza stagione della serie televisiva Suits, composta da 16 episodi, è stata trasmessa in prima visione assoluta negli Stati Uniti d'America dal canale via cavo USA Network dal 16 luglio 2013 al 10 aprile 2014.
In Italia la stagione è stata trasmessa in prima visione da Joi, canale a pagamento della piattaforma Mediaset Premium, dal 20 marzo al 17 settembre 2014.
A causa di uno sciopero dei doppiatori, gli ultimi due episodi sono stati trasmessi inizialmente in prima tv in lingua originale, sottotitolati, mentre sono poi andati in onda doppiati in italiano il 17 settembre 2014.
| nº | Titolo originale      | Titolo italiano       | Prima TV USA      | Prima TV Italia   |
| -- | --------------------- | --------------------- | ----------------- | ----------------- |
| 1  | The Arrangement       | L'accordo             | 16 luglio 2013    | 20 marzo 2014     |
| 2  | I Want You to Want Me | Prendere o lasciare   | 23 luglio 2013    | 27 marzo 2014     |
| 3  | Unfinished Business   | Nuove alleanze        | 31 luglio 2013    | 3 aprile 2014     |
| 4  | Conflict of Interest  | Conflitto d'interessi | 6 agosto 2013     | 10 aprile 2014    |
| 5  | Shadow of a Doubt     | L'ombra del dubbio    | 13 agosto 2013    | 17 aprile 2014    |
| 6  | The Other Time        | L'altra volta         | 20 agosto 2013    | 24 aprile 2014    |
| 7  | She's Mine            | Lei è mia             | 27 agosto 2013    | 1º maggio 2014    |
| 8  | Endgame               | Fine dei giochi       | 3 settembre 2013  | 8 maggio 2014     |
| 9  | Bad Faith             | Malafede              | 10 settembre 2013 | 15 maggio 2014    |
| 10 | Stay                  | Resta con me          | 17 settembre 2013 | 22 maggio 2014    |
| 11 | Buried Secrets        | Segreti sepolti       | 6 marzo 2014      | 29 maggio 2014    |
| 12 | Yesterday's Gone      | Questioni irrisolte   | 13 marzo 2014     | 5 giugno 2014     |
| 13 | Moot Point            | Argomento controverso | 20 marzo 2014     | 12 giugno 2014    |
| 14 | Heartburn             | Mal di stomaco        | 27 marzo 2014     | 19 giugno 2014    |
| 15 | Know When to Fold 'Em | L'offerta             | 3 aprile 2014     | 17 settembre 2014 |
| 16 | No Way Out            | Nessuna via d'uscita  | 10 aprile 2014    | 17 settembre 2014 |

## L'accordo
- Titolo originale: The Arrangement
- Diretto da: Christopher Misiano
- Scritto da: Aaron Korsh

### Trama
La fusione tra lo studio di Jessica Pearson e la Darby International di Edward Darby è finalmente conclusa, dando il via alla Pearson Darby. Harvey, che in primo luogo non ha mai voluto la fusione, sta facendo di tutto per farsi licenziare e indurre Jessica a rinunciare al suo patto di non concorrenza. Anche la situazione di Mike non è delle migliori. Tornato tra gli associati perché Harvey, infuriato con lui, l'ha licenziato, cerca disperatamente di farsi accettare da Rachel dopo averle rivelato il suo segreto sul non essere laureato. Intanto fa il possibile per farsi perdonare anche da Harvey, ma questo non vuole sentire ragione. Ciò spinge Mike a firmare le sue dimissioni ma Louis lo convince a cambiare idea, mentre Jessica gli offre un ufficio tutto suo per ringraziarlo delle vincite che ha portato allo studio. Nel frattempo, Darby affida a Harvey l'importante e difficile caso Hessington, che vede Ava Hessington, proprietaria di un oleodotto, accusata di corruzione. Harvey accetta il caso in cambio di un accordo con Darby: se riesce a vincere il caso, Edward straccerà il suo patto di non concorrenza e lo lascerà andare via. Mike, sperando che in questo modo Harvey sarà più disponibile a perdonarlo, decide di restituire l'ufficio a Jessica, ma Harvey continua ad avercela con lui. Anche Louis si trova in difficoltà a causa della fusione. Per battere Nigel nel loro eterno scontro, chiede a Darby di nominarlo economo al posto di Nigel ma così facendo perde il suo incarico come responsabile degli associati. Quando il caso Hessington si complica ulteriormente con la comparsa di Cameron Dennis, Harvey decide di cambiare il suo accordo con Darby: se vincerà il caso, Edward lo nominerà socio dirigente e lo aiuterà a tagliare fuori Jessica.

## Prendere o lasciare
- Titolo originale: I Want You to Want Me
- Diretto da: Roger Kumble
- Scritto da: Jon Cowan

### Trama
Mentre Harvey continua a lavorare sul caso Hessington e viene messo alle strette da Cameron Dennis, Jessica dà a Louis la possibilità di assumere un suo associato personale. La scelta di Louis ricade su Mike, ora libero dalla guida di Harvey, e fa il possibile per convincere il giovane associato ad accettare l'offerta, portandolo anche a mangiare fuori e a fare i fanghi. I due si trovano anche a lavorare insieme e a vincere in un caso ritenuto impossibile: una causa di espropriazione. Rachel, intuendo cosa vuole fare Louis, cerca di convincere Donna a indurre Harvey a perdonare Mike, ma le due finiscono quasi per litigare quando Rachel scopre che Donna, come Harvey, aveva in principio detto a Mike di non rivelarle il suo segreto e di dimenticarla. Mike, dopo che Harvey gli ha fatto capire che loro due hanno chiuso, decide di accettare la proposta di Louis, ma all'ultimo secondo Harvey, in preda al rimorso per come ha trattato il ragazzo, lo ferma dicendogli che non può lasciarglielo fare e che lo perdona. Nella scena finale, dopo aver visto Harvey e Mike battersi il cinque, Louis butta nella pattumiera una torta al cioccolato decorata con la frase "Benvenuto nel Team Litt".
- Guest star: Gary Cole (Cameron Dennis)

## Nuove alleanze
- Titolo originale: Unfinished Business
- Diretto da: Anton Cropper
- Scritto da: Ethan Drogin

### Trama
Il caso Hessington sembra finalmente concluso, con l'ammissione da parte di Ava Hessington di aver pagato una tangente per la costruzione del suo oleodotto, quando improvvisamente Cameron Dennis fa arrestare Ava con l'accusa di omicidio. Infatti, il colonnello a cui Ava aveva pagato la tangente sembra essere implicato nella morte di sei manifestanti che si opponevano alla costruzione dell'oleodotto. La situazione peggiora ancora di più quando Harvey si rifiuta di corrompere i testimoni collegati al caso e Ava gli toglie l'incarico. Nel frattempo, fa la sua comparsa Stephen Huntley, socio senior dello studio di Londra e braccio destro di Darby. Sebbene Stephen sostenga di essere lì per aiutare Harvey, quest'ultimo non gli crede pensando che voglia solo rubargli il caso. I due si chiariscono quando Stephen gli rivela il vero motivo del suo arrivo a New York: aiutare Harvey a sottrarre lo studio a Jessica, così come stipulato nell'accordo fatto con Darby. Stephen riesce anche a far sì che Ava riassuma lo studio come suoi legali, cosa che porta Harvey a fidarsi di lui. Intanto sembra che Donna, dopo le avance di Stephen, cominci a sentirsi attratta da lui. Anche Katrina fa la sua mossa. Dopo che Louis si è rifiutato di farla partecipare al suo caso sulla Hessington Oil, Katrina si introduce nella studio di Harvey per fornirgli le informazioni che ha trovato, ma viene fermata da Mike e Donna che le dicono chiaramente di non mettersi in mezzo nel caso di Harvey. Per vendicarsi, Katrina spedisce a tutti i computer dello studio un video in cui si prende gioco di Mike. Quest'ultimo chiede l'aiuto di Rachel per ripagarla allo stesso modo, ma Harvey si intromette dicendogli di lasciar perdere. Dopo di che è Harvey stesso che va da Katrina minacciandola di non fare mai più una cosa del genere a Mike altrimenti la licenzia. Infine, Louis decide di fare coppia con Katrina e le assegna il caso. Nella scena finale, Harvey offre da bere a Mike prima di rivelargli il suo piano per spodestare Jessica.

## Conflitto di interesse
- Titolo originale: Conflict of Interest
- Diretto da: Michael Smith
- Scritto da:

### Trama
Mentre Harvey e Mike cercano di far scagionare Ava dalle accuse di omicidio, Louis e Katrina continuano a lavorare sul caso della Hessington Oil. Il consiglio della Hessington, infatti, vuole estromettere Ava dalla compagnia a causa delle accuse contro di lei. Le due parti si scontrano quando Louis programma un incontro a porte chiuse per votare sulla decisione di cacciare Ava alle spalle di Harvey, il quale non vuole assolutamente che Ava venga tagliata fuori. Mike e Katrina si ritrovano a lavorare fianco a fianco e hanno modo di chiarire le incomprensioni avute tra di loro. Quando il consiglio vota e Ava viene davvero estromessa dal suo ruolo di dirigente, Harvey capisce che dietro tutto ciò c'è lo zampino di Jessica e se la prende con lei rinfacciandole di aver frettolosamente accettato la fusione con Darby. Anche quest'ultimo si rifà su di lei per come è finito il caso e Jessica, stanca di sentirsi dire cosa fare, dice chiaro e tondo a Darby che lo studio di New York lo dirige lei. Nel frattempo Donna e Stephen iniziano a uscire insieme, mentre Mike e Rachel si dicono a vicenda che si amano.

## L'ombra del dubbio
- Titolo originale: Shadow of a Doubt
- Diretto da: Félix Alcalá
- Scritto da: Genevieve Sparling

### Trama
Il caso Hessington continua, così come lo scontro tra Harvey e Cameron. Per battere il suo ex-mentore, Harvey si allea con Stephen per portare dalla loro parte il magnate Tony Giannopolous, il principale rivale di Ava, che ha appena preso possesso della sua compagnia. Mike, cacciato dal caso, deve risolvere una nuova causa e chiede a Rachel di fargli da associata. I due vanno incontro a un'incomprensione quando Rachel si rifiuta di presentarlo ai suoi genitori, per paura che suo padre metta sotto torchio Mike e scopra il suo segreto. Quando finalmente Rachel cambia idea e invita Mike a cena dai suoi, il padre di Rachel chiede a Mike cosa ne pensa della decisione della figlia di frequentare legge a Stanford, in California, e Mike, all'oscuro di tutto, se la prende con Rachel per non averglielo detto. Intanto Donna rivela ad Harvey della sua relazione con Stephen e sebbene lui dica che non gli importi, si infuria con Stephen quando glielo rinfaccia e, dopo aver scoperto che ha anche agito alle sue spalle, lo caccia dal caso. Per convincere Ava a cedere le sue azioni a Giannopolous, così da riprendere lei stessa il comando e far cadere le accuse di omicidio, Harvey chiede aiuto Jessica, la quale riesce a convincere l'ostinata Ava. Jessica presenta ad Harvey un'offerta di pace: il suo nome sulla porta.

## L'altra volta
- Titolo originale: The Other Time
- Diretto da: John Scott
- Scritto da: Rick Muirragui

### Trama
Il caso Hessington sembra finalmente concluso e il nome di Harvey viene messo sulla parete accanto a quelli di Jessica e Darby. L'unico problema è che Cameron sembra avere un altro testimone da chiamare alla sbarra; Harvey e Mike stanno facendo il possibile per scoprire chi è. Intanto lo show torna indietro di 10 anni, a quando Harvey lavorava ancora come procuratore distrettuale per Cameron. Durante un processo per incriminare un uomo accusato di omicidio, Harvey si accorge che hanno dimenticato di inserire delle prove nel fascicolo e chiede a Donna di far finta che ci fossero sempre state. In realtà, è stato Cameron che ha fatto apposta a farle sparire per incastrare l'assassino, anche se illegale. Dopo che Donna gli ha fatto capire che lei non lavorerà più per lui se Harvey continua ad assecondare Cameron, Harvey decide di dimettersi e accettare l'offerta di Jessica di lavorare allo studio. Anche Donna si è dimessa dal suo lavoro e prima di essere riassunta come segretaria di Harvey, i due passano la notte insieme. Intanto Mike ha ricevuto la lettera di ammissione da Harvard, ma spreca questa opportunità quando Trevor, dopo aver perso i soldi che doveva a uno spacciatore giocandoli a poker, lo convince a vendere le risposte di un esame di matematica. Vengono però scoperti perché la ragazza a cui hanno venduto l'esame è la figlia del rettore. Mike, per scagionare Trevor, ammette di aver venduto l'esame e viene espulso dal college giocandosi la borsa di studio e l'occasione di frequentare legge ad Harvard. Tornati al presente, Harvey rivela a Jessica il piano che ha fatto con Darby alle sue spalle per diventare socio titolare, mentre Mike apprende da Cameron che è stato Stephen a consegnargli il nuovo testimone del processo.

## Lei è mia
- Titolo originale: She's Mine
- Diretto da: Anton Cropper
- Scritto da: Paul Redford

### Trama
Quando Harvey viene a sapere che Stephen ha condotto Cameron dal Colonnello Mariga, latitante per l'omicidio dei sei manifestanti, minaccia Huntley di non mettersi più in mezzo al suo caso altrimenti lo riempie di botte. Sebbene Jessica sia furiosa con Harvey per aver fatto un patto con Darby alle sue spalle, mette da parte la sua rabbia per risolvere il caso. Lei, Harvey e Mike devono provare che non è stata Ava a ordinare gli omicidi, anche se i fatti non sono a loro favore. Si scopre infatti che la tangente che Ava aveva pagato a Mariga e per cui è stata inizialmente accusata di corruzione, serviva appunto a pagare l'omicidio dei manifestanti, cosa di cui Ava era totalmente all'oscuro. Nel frattempo Nigel, dopo aver affidato la sua gatta Mikado a Louis mentre era in viaggio, torna a New York in anticipo e vuole indietro la sua Mikado. Louis, che si è affezionato alla gatta, si rifiuta di ridargliela e intenta un processo simulato contro Nigel per la custodia di Mikado, chiedendo a Rachel di rappresentarlo come legale. Le cose si complicano quando Nigel chiama a testimoniare Harold, associato che Louis ha licenziato e che ha sempre trattato male, ma Rachel riesce a gestire la situazione. Quando Louis sta per vincere il processo, Nigel gli offre un accordo: la sua gatta in cambio degli associati a cui Louis tiene tanto. Quest'ultimo decide di accettare l'accordo e riprende il suo ruolo di responsabile degli associati. Donna scopre che Stephen si è messo di nuovo in mezzo al caso di Harvey e prima di dirlo a Mike, chiude la sua relazione con Stephen. Mike si accorge che Stephen ha richiesto la trascrizione della deposizione di Mariga solo per assicurarsi che non lo tradisse: infatti i due sono amici di vecchia data ed è stato proprio Stephen a ordinare quegli omicidi. Harvey, dopo aver visto il dolore di Donna quando l'ha scoperto, va da Stephen e lo prende a pugni.

## Fine dei giochi
- Titolo originale: Endgame
- Diretto da: Michael Smith
- Scritto da: Justin Peacock

### Trama
Il processo di Ava per omicidio è alle porte e sono tutti messi alle strette da Cameron. Harvey fa il possibile per convincere Cameron che il vero colpevole è Stephen, ma Dennis si rifiuta di cambiare l'accordo con Mariga per fargli smascherare il suo amico con solo un giorno di tempo rimasto. Neanche chiamare Stephen sul banco del testimoni al processo serve a qualcosa, dato che l'avvocato si appella al quinto emendamento. Cameron offre quindi un accordo ad Ava, che prevede 8 anni di carcere con la condizionale al posto dell'ergastolo che rischia se dovesse perdere il processo, ma Harvey rifiuta l'offerta. Darby decide così di salvare Ava, dichiarando di aver sempre saputo che Stephen aveva ordinato gli omicidi ma di non aver fatto niente per rimediare. Cameron accetta l'offerta accusando Darby di intralcio alla giustizia, cosa che gli costa 5 anni di prigione e il divieto di esercitare la sua professione a New York, clausola che ha aggiunto Jessica al contratto per scindere la fusione. Mentre il processo di Ava arriva al suo termine, Louis deve affrontare Harold in una causa. Per vendicarsi della sua testimonianza al processo simulato, Louis fa il possibile per rovinare la carriera di Harold, ma Rachel lo convince a lasciar perdere. Mentre Jessica fa pace con Harvey e lo perdona per averla tradita, Donna incontra Stephen per dirgli che è in arresto. L'avvocato viene ammanettato e portato via dall'FBI.

## Malafede
- Titolo originale: Bad Faith
- Diretto da: Christopher Misiano
- Scritto da: Ethan Drogin

### Trama
Lo studio deve occuparsi dei termini della scissione con la Darby International e Louis si offre volontario per l'incarico. Sebbene Harvey sia contrario, Jessica gli affida l'incarico, ma Louis rovina l'accordo quando Nigel, la controparte, lo fa arrabbiare. Harvey se la prende con Louis e per fregare Scottie decidono di farsi pagare in anticipo dai loro vecchi clienti. La scelta ricade sulla Folsom Food, così Mike si reca da Robert Zane per finalizzare l'accordo, ma finisce per fargli pressione mettendo in mezzo anche Rachel. La ragazza, che era sul punto di accettare l'offerta di Mike di andare a vivere insieme, ci ripensa quando scopre della conversazione avvenuta tra suo padre e Mike, e se la prende con quest'ultimo. Intanto Louis ha in mente un piano per far assumere lo studio come legali dell'azienda di Tony Giannopolous e Katrina lo convince a chiedere aiuto ad Harvey. Quest'ultimo, sospettando che dietro all'improvviso licenziamento da parte della Hessington Oil ci sia lo zampino di Scottie, accetta la proposta di Louis per vendicarsi della donna. Alla fine però scopre che non è stata Scottie a indurre la Hessingtion Oil a togliergli il mandato, ma è stata Ava Hessington in persona, che sta anche facendo causa a tutto lo studio per negligenza. Quando Mike va da Rachel a scusarsi per il suo comportamento, lei gli dice che è entrata a Stanford.

## Resta con me
- Titolo originale: Stay
- Diretto da: Kevin Bray
- Scritto da: Rick Muirragui

### Trama
Per respingere l'accusa di negligenza da parte della Hessington Oil, lo studio si scontra di nuovo con Travis Tanner, che Ava ha scelto come rappresentante legale per battere la Pearson Specter. Harvey riesce a convincere Scottie a lasciar perdere Darby e a finalizzare la scissione, ma durante una deposizione Tanner presenta un affidavit firmato da Stephen Huntley secondo cui Scottie sapeva degli omicidi autorizzati da Edward fin dall'inizio. Per provare il contrario, Donna chiede l'aiuto di Mike e i due si recano a far visita a Stephen in prigione, dove con trucco riescono a fargli confessare che l'accusa rivolta contro Scottie è falsa. Mike si trova in difficoltà quando Rachel gli dice che sta seriamente considerando l'idea di frequentare legge a Stanford, ma così facendo dovrebbe trasferirsi dall'altra parte del paese e la distanza metterebbe a dura prova la loro relazione. Le cose non migliorano quando Jessica scopre che stanno insieme e spinge Rachel a firmare un affidavit in cui dichiara di essere a conoscenza del fatto che Mike è in realtà un impostore. Anche la storia tra Louis e Sheila rischia di finire quando lui mette il suo lavoro prima di Sheila e lei la prende male. Harvey riesce a convincere Ava a lasciar perdere la causa e a rivolgere la sua rabbia contro chi la merita davvero, mentre Rachel si accorda con Jessica per garantirle un posto allo studio dopo che avrà finito gli studi in cambio dell'affidavit firmato. Nelle scene finali, in successione, Harvey chiede a Scottie di venire a lavorare alla Pearson Specter; Rachel comunica a Mike che resterà a New York e frequenterà la Columbia e Louis raggiunge Sheila nella sala archivi di Harvard dove fanno pace e si dichiarano a vicenda di volere una relazione esclusiva. Sheila, però, lascia Louis da solo nella stanza e lui, incapace di resistere alla tentazione, si mette a cercare i fascicoli di Harvard di Harvey e Mike, scoprendo così che quello di quest'ultimo non è presente nell'archivio.

## Segreti sepolti
- Titolo originale: Buried Secrets
- Diretto da: Cherie Nowlan
- Scritto da: Erica Lipez

### Trama
Mentre Rachel accetta la proposta di Mike di andare a vivere insieme, Scottie decide di lavorare alla Pearson Specter e contratta i termini di assunzione con Jessica, che però le chiede di pagare un anticipo di 500.000 dollari. Scottie, incerta che la sua relazione con Harvey sia destinata a durare, si trova in difficoltà perché non vuole pagare una somma simile se poi non dovesse funzionare. Harvey, però, la convince che lui fa sul serio e la aiuta ad uscire da quella situazione accordandosi con Jessica per non far sapere a Scottie che l'anticipo l'ha in realtà pagato lui. Mike chiede specificatamente ad Harvey di assegnargli il caso contro Nick Rinaldi, l'avvocato che dopo la morte dei suoi genitori aveva contrattato con la nonna di Mike per il risarcimento danni e gli aveva offerto una cifra irrisoria. Mike ha un momento di debolezza quando si lascia sopraffare dalle emozioni, ma riesce comunque a gestire il caso in maniera impeccabile. Louis, intanto, sospetta sempre di più che Mike non abbia frequentato Harvard e si confida con Donna, la quale riesce a sistemare le cose inducendo Louis a chiedere ad Harvard di mandargli una copia del libretto dei voti di Mike. Quando i sospetti di Louis sembravano dissipati, le cose peggiorano alla vista del voto che Mike aveva preso all'esame di Etica Legale, un'A+. Il problema è che il professore incaricato era famoso per non aver mai dato più di A a nessuno studente.

## Questioni irrisolte
- Titolo originale: Yesterday's Gone
- Diretto da: Anton Cropper
- Scritto da: Genevieve Sparling

### Trama
Louis è deciso a smascherare Mike e per farlo ha invitato il Professor Gerard, insegnante di Etica Legale ad Harvard, a tenere una conferenza allo studio per vedere se riconoscerà Mike, l'unico studente che abbia mai preso come voto A+ al suo corso. Mentre Mike fa del suo meglio per cercare di convincere Louis a lasciar perdere, Harvey si reca a Boston a trovare il suo vecchio insegnante, il professor Gerard, ricattandolo per non farlo venire allo studio. Il professore però si rifiuta, non vuole darla vinta ad Harvey ed è deciso a presentarsi alla conferenza. Intanto l'ex-marito di Jessica, Quentin Sainz, proprietario di un'azienda che produce un farmaco contro la SLA, muore affetto dalla stessa malattia. Jessica e Harvey, nominati co-esecutori testamentari da Sainz stesso, devono contrattare con Lisa, la fidanzata di Quentin, che vuole vendere la compagnia a un'altra azienda. I trascorsi di Jessica e Lisa però continuano a intralciare il caso e solo l'intervento di Harvey convince entrambe a non farsi coinvolgere dall'odio che provano una verso l'altra. Le due donne, quindi, si chiariscono e trovano un piano per tenere in vita la compagnia di Sainz. Harvey chiede a Louis di lasciar correre sulla questione di Mike in nome della loro amicizia, ma l'avvocato si rifiuta di accontentarlo. Quando sembra che non ci sia più niente da fare per salvare Mike dall'incontro con Gerard, Louis decide all'ultimo momento di non smascherarlo. Verso sera Jessica si reca in ufficio da Harvey, dove si confidano a vicenda e bevono un bicchiere di whisky ascoltando musica.
- Nota: il professor Gerard è interpretato dall'attore Stephen Macht, il padre di Gabriel Macht, l'attore che interpreta Harvey.

## Argomento controverso
- Titolo originale: Moot Point
- Diretto da: Kevin Bray
- Scritto da: Daniel Arkin

### Trama
Come ringraziamento per tutto quello che Harvey ha fatto per lui, Mike decide di fargli un regalo e chiede consiglio a Donna. Quest'ultima gli rivela che c'è solo una cosa che Harvey non è mai stato in grado di prendersi da solo e cioè una vittoria contro A. Elliot Stemple, ex compagno di Harvey ad Harvard, che l'ha sempre battuto ai processi simulati ricorrendo a dei trucchetti, per poi evitarlo per tutti gli anni successivi per paura di scontrarsi seriamente con lui. Mike riesce a ottenere un caso con Stemple come avvocato avversario e lo offre ad Harvey per prendersi la sua agognata vittoria. Stemple fa il possibile per sottrarsi al caso, ma Mike e Harvey insieme riescono a fermare tutti i suoi loschi tentativi. Nel frattempo Louis deve vedersela con Scottie, che appena nominata socio senior è riuscita a farsi affidare da Jessica una causa che prima apparteneva a Louis. I due si scontrano continuamente per cercare di fregarsi il caso a vicenda, stabilendo come regola di non coinvolgere Harvey per mediare. Dopo aver vinto il caso, Harvey porta Mike fuori a cena per festeggiare e solo quando rientrano in ufficio Jessica chiede a Mike di togliere il suo nome dal caso per non attirare l'attenzione dei giornali su di lui. Intanto Louis, in cambio del favore che ha fatto ad Harvey decidendo di salvare Mike, chiede ad Harvey di usare il suo potere come socio titolare per fargli riavere la sua causa e tagliare fuori Scottie.

## Mal di stomaco
- Titolo originale: Heartburn
- Diretto da: James Whitmore Jr.
- Scritto da: Aaron Korsh e Erica Lipez

### Trama
Durante un dibattito in tribunale, Louis ha un infarto a causa dello stress per fare continuamente avanti indietro tra New York e Boston, dove vive la sua fidanzata Sheila. Jessica si occupa personalmente dei suoi casi, mentre Harvey e Mike devono mediare con Tony Giannopolous, che vuole trovare un modo per licenziare un suo dipendente. Mike si trova d'accordo con Jonathan Sidwell, braccio destro di Giannopolous, ma né lui né Harvey appoggiano la loro idea. Sidwell, che non vuole più lavorare per il suo esigente capo, chiede a Mike di aiutarlo a trovare un modo per rescindere il suo contratto. Mike, sotto la minaccia di Sidwell di licenziare Louis come suo avvocato personale, gli suggerisce un precedente per la sua situazione, anche se è legalmente obbligato a non aiutarlo per non danneggiare Giannopolous. Una volta che Sidwell presenta le sue dimissioni, però, Giannopolous se la prende con Harvey, il quale capisce che è tutta opera di Mike e costringe il suo associato a sistemare le cose per impedire a Sidwell di andarsene. Infine Mike riesce ad accontentare entrambi i clienti e Sidwell, impressionato da lui, gli offre un lavoro come suo collaboratore nella nuova società che vuole creare. Nel frattempo Rachel, a cui era stato verbalmente promesso da Louis che l'ufficio avrebbe pagato per i suoi studi alla Columbia, si trova ad affrontare la dura verità: Jessica si rifiuta di adempiere all'accordo in quanto non era stato stipulato con un contratto scritto. Grazie ai suggerimenti di Donna e Mike, Rachel riesce a fare un nuovo accordo con Jessica portando come precedente il caso di Harvey, i cui anni ad Harvard erano stati pagati dallo studio. Quando Sheila va a trovare Louis in ospedale, lui le chiede di sposarlo e lei accetta. Ma i due hanno delle incomprensioni sull'avere dei figli e si lasciano.

## L'offerta
- Titolo originale: Know When to Fold 'Em
- Diretto da: Anton Cropper
- Scritto da: Jon Cowan

### Trama
Dopo la separazione con Sheila, Louis si chiude in casa con il cuore a pezzi, rifiutandosi di andare al lavoro. Quando Jessica chiede a Katrina dove si trova il suo capo, lei gli copre le spalle e chiede l'aiuto di Rachel per risolvere il caso che Jessica ha assegnato a Louis, e cioè trovare un modo per impedire a Charles Van Dyke, ex socio titolare dello studio, di guardare i loro libri contabili. Katrina e Rachel sembrano aver fatto un ottimo lavoro, o almeno finché Van Dyke non si accorge di una mancanza nel contratto che va a sfavore di Jessica. Quest'ultima si accorge che Louis non avrebbe mai fatto un errore simile e licenzia Katrina per averle mentito, ma Rachel la convince a non cacciarla confessando che anche lei ha fatto la sua parte nel coprire Louis. Intanto, Harvey e Mike devono vedersela con James Quelling, avvocato indebitato a causa del gioco d'azzardo che gli ha fatto perdere tutto quello che ha, che si è inventato una causa solo per spillargli soldi. Quando Harvey, dopo aver vinto a poker contro Quelling, gli offre la sua vincita come risarcimento per lasciar perdere la causa, Quelling rifiuta minacciando di denunciare Mike all'Ordine per la corruzione dei testimoni del caso Hessington. Mike si trova di fronte a un'importante decisione: accettare il lavoro che Jonathan Sidwell gli ha offerto, come vorrebbe Rachel, oppure rimanere un avvocato e lavorare al fianco di Harvey, con il rischio però di poter essere scoperto. Quando chiede consiglio ad Harvey, quest'ultimo lo spinge ad accettare il nuovo lavoro e Mike ci rimane male. Harvey, dal canto suo, è ferito dal fatto che Mike voglia andarsene e sebbene sia Donna che Scottie gli consigliano di confidarsi con Mike e dirgli di restare, Harvey si rifiuta perché non vuole ammettere di essersi affezionato al ragazzo. Jessica, dopo aver chiesto aiuto al vero Louis, riesce a vincere il caso contro Van Dyke, l'uomo che l'ha assunta allo studio ma che non l'ha mai apprezzata per il colore della sua pelle. Mike ha finalmente deciso di accettare l'offerta di Sidwell ma dopo un incontro con Quelling, in cui gli dice che lascerà perdere la causa, cambia idea e dice ad Harvey che vuole restare.

## Nessuna via d'uscita
- Titolo originale: No Way Out
- Diretto da: Michael Smith
- Scritto da: Aaron Korsh e Daniel Arkin

### Trama
Le ricerche di Quelling sull'accordo non completamente legittimo che Mike e Harold avevano fatto per non far andare alla sbarra i testimoni del caso Hessington, attirano l'attenzione del procuratore distrettuale Eric Woodall e Mike viene portato al Dipartimento di Giustizia per essere interrogato. Harvey, scoperto che avevano Mike in custodia grazie agli agganci di Donna, si precipita al Dipartimento per far rilasciare il suo associato. Mike, tuttavia, viene tenuto d'occhio dagli uomini del procuratore, che stanno solo aspettando di un suo incontro con Harold per incastrare entrambi. Quando Harold si presenta allo studio per parlare con Mike di quello che sta succedendo, i due vengono arrestati con l'accusa di aver frodato il governo degli Stati Uniti. Woodall afferma di essere a caccia di avvocati corrotti e propone a Mike un accordo: verrà rilasciato solo se consegna Harvey al procuratore, altrimenti rischia parecchi anni di prigione. Tutto dipende dalla testimonianza di Harold, che viene messo sempre più alle strette dal procuratore per farlo confessare, ma l'arrivo di Harvey e Louis salvano la situazione. Mentre Harvey intima a Mike di puntare il dito contro di lui se sarà necessario, Louis riesce a convincere Harold a non confessare ed entrambi vengono rilasciati. Nel frattempo Scottie, stanca di essere sempre tenuta all'oscuro di tutto ciò che succede allo studio, decide di andarsene e chiede a Jessica di rinunciare al suo patto di non concorrenza. Harvey le rivela che Mike non ha mai studiato legge e che lui, pur sapendolo, l'ha assunto lo stesso, ma Scottie gli dice che non può rimanere comunque. Infine Mike, per mettere fine alla minaccia che correrebbero tutti quanti se si scoprisse che non è laureato, accetta il lavoro di investitore bancario offerto da Jonathan Sidwell, diventando così un cliente di Harvey.